# Maicha

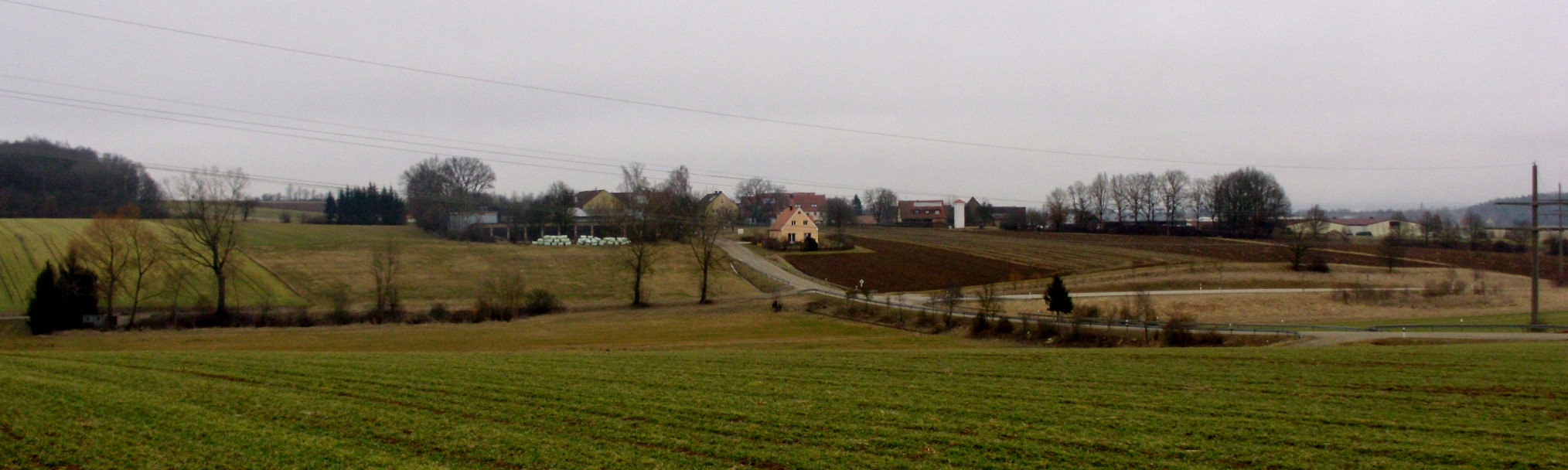
Maicha

Maicha ist ein Gemeindeteil der Stadt Gunzenhausen im Landkreis Weißenburg-Gunzenhausen (Mittelfranken, Bayern). Maicha liegt in der Gemarkung Stetten.

## Lage und Verkehr
Das Dorf Maicha liegt südwestlich von Gunzenhausen nördlich der Staatsstraße 2219 an der Kreisstraße WUG 24, die weiter nach Stetten führt.

## Ortsname
Der Ortsname bedeutet „Siedlung zum Eichenwald,“ das anlautende „M“ ist als Auslautkonsonant des Artikels „dem“ bzw. der Präposition + Artikel „zum“ oder „beim“ dem ursprünglichen Ortsnamen „Aichach“, dem wiederum ein älterer Flurname zugrunde liegt, angewachsen, wie die historischen Belege zeigen.

## Geschichte
Maicha, eine späte Rodungssiedlung, wird erstmals um 1300 bis 1364 in einem Lehenbuch des Bischofs von Eichstätt im Zusammenhang mit der Verpfändung von Dörfern König Albrechts an seinen Oheim Graf Ludwig von Oettingen erwähnt, wobei das „Aichach“ in dieser im 17. Jahrhundert kopierten Urkunde „wohl“ das heutige Dorf meint. Nach einem Lehenbuch des Klosters Ellwangen hatten 1361 ein Hans Stromayger und ein Chu(o)nrat Buman zu „Aychach“ ein „holtz“, also Wald, zu Lehen. Um 1370 erhält das oettingsche Amt Spielberg Abgaben aus „Aychach“, 1400 gehen Abgaben auch an das Kloster Heidenheim. Aus der zweiten Hälfte des 15. Jahrhunderts erfährt man, dass „Aichach“ zur Pfarrei Stetten gehört.
1525 schloss sich Maicha im Gegensatz zum benachbarten Stetten den Aufständischen des Bauernkrieges an; am 7. Mai 1525 wurden die Bauern von Markgraf Casimir in der Schlacht bei Ostheim blutig geschlagen. Schon vor 1528 schloss sich Maicha der Reformation an und wurde von Obermögersheim seelsorgerlich betreut, bis es sich dem evangelischen Stettener Pfarrverband anschloss. Abgaben gehen im 16. Jahrhundert an das ansbachisch-brandenburgische Kastenamt Gunzenhausen, an das oettingsche Amt Sammenheim und an das eichstättische Vogtamt Bechhofen. 1595 kauft Friedrich Eyb zu Eybburg die Maichaer Untertanen des Sebastian Neustetter, genannt Stürmer.
Anfang des 17. Jahrhunderts (1608) wird die im Mittelalter vielfach anzutreffende Zersplittertheit der Grundherrschaft auch für den „Weyler Aichach“ deutlich: fünf Untertanen sind brandenburgisch-ansbachisch, drei Untertanen sind eybisch, zwei Untertanen gehören der Treuchtlinger Linie der Pappenheimer, ein oettingscher Untertan zinst an das Amt Sammenheim und ein Untertanen besitzt die Herrschaft zu Absberg (bzw. später der Deutsche Orden zu Absberg). 1665 stellen sich die grundherrschaftlichen Verhältnisse für „Aichich“ folgendermaßen dar: drei Untertanen sind eichstättisch und unterstehen dem Amt Cronheim, acht Untertanen sind brandenburgisch, einer oettingisch und vier ritterschaftlich. 1732 heißt es von „Maicha,“ dass von den brandenburgischen Untertanen fünf an das Kastenamt Gunzenhausen und drei an das (nach der Säkularisation des Klosters zur Verwaltung der ehemaligen Klostergüter gebildete) Klosteramt Heidenheim zinsen; drei Eichstätter Untertanen gehören nach wie vor zum Amt Cronheim, ein Untertan zum oettingschen Amt Spielberg und ein Untertan zur Deutschen Ordenskommende Absberg. Die hohe Gerichtsbarkeit übte das ansbachisch-markgräfliche, ab 1792 preußische Oberamt Gunzenhausen aus. Bei 13 Untertanen, davon acht ansbachisch, blieb es bis zum Ende des Alten Reiches.
1806 kam Maicha aus preußischer Hoheit an das Königreich Bayern, wo das Dorf 1808 mit Cronheim, Stetten, Filchenhard, Unterwurmbach und Unterhambach den Steuerdistrikt Cronheim im Landgericht/Rentamt Gunzenhausen, dem späteren Landkreis Gunzenhausen, bildete. 1811 wurde Stetten mit Maicha und Unterhambach eine Ruralgemeinde. Bei der nächsten bayerischen Gemeindereform 1818 wurde unter Abtrennung von Unterhambach Stetten mit Maicha eine Ruralgemeinde. Dies blieb so bis zur Gemeindegebietsreform in Bayern; am 1. April 1971 wurde Stetten mit Maicha nach Gunzenhausen eingemeindet. Die Gemeinde kam am 1. Juli 1972 in den nunmehr vergrößerten neuen Landkreis Weißenburg-Gunzenhausen, zunächst mit dem Namen Landkreis Weißenburg in Bayern.
In Maicha wird ostfränkisch gesprochen, während in benachbarten Orten des ehemaligen Landkreises Dinkelsbühl das Schwäbische vorherrscht. 1955 stellte die Gemeinde Stetten den Antrag auf die Durchführung der Flurbereinigung, die im Dezember 1972 mit der Schlussfeststellung für die beiden Dörfer Stetten und Maicha ihren Abschluss fand; im Rahmen der Flurbereinigung wurde ab 1964 auch eine Dorfsanierungsmaßnahme in Maicha durchgeführt, dabei eine Gemeinschaftsmaschinenhalle erbaut und bei den unter Naturschutz stehenden „Drei (schwarzen) Fohrln“ (=Föhren) ein Spiel- und Sportplatz angelegt. 1960 musste die 400-jährige Ortslinde gefällt werden. Ab 1961 führte der Wasser- und Bodenverband Sammenheim ein Entwässerungsprojekt der Fluren von Stetten und Maicha durch. 1964 wurde Maicha an die zentrale Wasserversorgung der Wurmbacher Gruppe angeschlossen, die ihrerseits das Trinkwasser von der Gnotzheimer Gruppe bezog. Nach der Eingemeindung 1971 wurde durch die Stadt Gunzenhausen die Verbindungsstraße Stetten – Maicha neu gebaut. Seit 1978 vertritt ein gemeinsamer Ortssprecher von Stetten und Maicha die Interessen der ehemaligen Gemeinde im Stadtrat von Gunzenhausen.

## Einwohnerentwicklung
- 1655: 10 Familien[21]
- 1818: 72 Einwohner[13]
- 1824: 80 Einwohner in 16 Anwesen[13]
- 1829: 72 Einwohner in 15 Familien[22]
- 1833: 92 Einwohner[23]
- 1852: 67 Einwohner[23]
- 1865: 19 Familien mit 49 männlichen und 36 weiblichen Personen, 16 Hausnummern[24]
- 1867: 72 Einwohner in 24 Gebäuden[25]
- 1950: 91 Einwohner in 15 Anwesen[13]
- 1961: 85 Einwohner in 15 Wohngebäuden[26]